# Tlalquetzala
Tlalquetzala es una localidad del estado mexicano de Guerrero. Es parte del municipio de Huamuxtitlán.

## Toponimia
El nombre «Tlalquetzala» proviene de los términos en náhuatl: tlalli, tierra o región; quetzalli, quetzal; la, locativo. Su significado es «tierra de quetzales».

## Demografía
| Gráfica de evolución demográfica |
|                                  |

| Censo | Población |
| ----- | --------- |
| 1900  | 433       |
| 1910  | 440       |
| 1921  | 283       |
| 1930  | 346       |
| 1940  | 331       |
| 1950  | 328       |
| 1960  | 501       |
| 1970  | 646       |
| 1980  | 802       |
| 1990  | 833       |
| 2000  | 958       |
| 2010  | 922       |
| 2020  | 1 048     |